# Ганкино хоро
Ганкино хоро е смесено хоро от Северняшката фолклорна област в 11/16 такт.
Играе се със свити лакти, които от време на време се спущат за миг. Стъпките са бавни, ситни, като се отива напред вдясно, назад вдясно, напред вляво, назад вляво. Изпълняват се непрекъснато с леко пружиниране. Сходно е с шопското Лудокопано и ветренските и пазарджишките „криви“ хора̀.